# Blair Moody
Blair Moody (New Haven, 1902. február 13. – Ann Arbor, 1954. július 20.) az Amerikai Egyesült Államok szenátora (Michigan, 1951–1952).